# Новый (Азовский район)
Новый — посёлок в Азовском районе Ростовской области.
Входит в состав Калиновского сельского поселения.

## География
Расположен в 35 км (по дорогам) южнее районного центра — города Азова.
Рядом проходит граница с Краснодарским краем.

### Улицы
- ул. Мира
- ул. Победы
- ул. Юбилейная

## Население
| 1989 | 2002 | 2010 |
| ---- | ---- | ---- |
| 111  | ↗130 | ↘92  |